# Lilaea scilloides
Lilaea scilloides är en sältingväxtart som först beskrevs av Jean Louis Marie Poiret, och fick sitt nu gällande namn av Lucien Leon Hauman. Lilaea scilloides ingår i släktet Lilaea och familjen sältingväxter. Inga underarter finns listade.